# Atticus Clothing
Atticus, klädmärke skapat 2001 av Blink-182's frontmän Mark Hoppus och Tom DeLonge.
Märket Atticus Clothing är uppkallat efter en karaktär, Atticus Finch, i boken To Kill a Mockingbird av författaren Harper Lee.
Företaget var i hög grad musikinfluerat och släppte tre samlings-CD under titeln Dragging The Lake, med låtar från band såsom Blink-182, Alkaline Trio, New Found Glory, The Sounds, Bane, Jimmy Eat World, Taking Back Sunday, Lydia, Death Cab for Cutie, Rise Against och Coheed and Cambria.
Märkets mål är att ge något tillbaka till musikindustrin, och många småband har blivit hjälpta av att få vara med på dessa samlings-CD.